# دييغو أباد دي سانتيان
دييغو أباد دي سانتيان (بالإسبانية: Diego Abad de Santillán)‏ واسمه الحقيقي هو سينيسيو فوديليو غارسيا فرنانديز (بالإسبانية: Sinesio Vaudilio García Fernández)‏ هو ناشط لاسلطوي عمالي إسباني ولد في يوم 20 مايو 1897 في قرية رييرو في محافظة قشتالة وليون. اكمل دراسة الفلسفة في جامعة مدريد. اعتقل في سنة 1918 بعد اتهامه بالتسبب بأعمال شغب في العاصمة، لكنه استطاع الهرب من السجن وثم هرب إلى الأرجنتين. وهناك أصبح مدير تحرير صحيفتي La Protesta و La Antorcha ونشط هناك في الحركة اللاسلطوية الاشتراكية. تنقل بعد ذلك بين الأوروغواي والمكسيك وألمانيا. وعاد إلى إسبانيا في سنة 1936 اثناء اندلاع الثورة الإسبانية. اشترك هناك في مجلس كتالونيا العام واصبح وزير الاقتصاد من ديسمبر 1936 إلى أبريل 1937، حيث استقال من منصبه بسبب خلافه مع الشيوعيين. بعد سيطرة فرانثيسكو فرانكو على الحكم، هرب إلى الأرجنتين واصبح هناك معارض لحكم الرئيس خوان بيرون. بعد نهاية عهد فرانكو، عاد إلى اسبانيا في سنة 1977، وتوفي في برشلونة في يوم 18 أكتوبر 1983.